# Oratorio della Natività di Maria Bambina e di Santa Monica
L'oratorio della Natività di Maria Bambina e di Santa Monica è un luogo di culto cattolico dalle forme neoclassiche, situato all'interno della corte Zanetti di Carpadasco, frazione di Solignano, in provincia di Parma e diocesi di Piacenza-Bobbio.

## Storia
Il luogo di culto originario fu costruito nel piccolo borgo di Carpadasco nel 1219 dai frati del vicino monastero benedettino, noto come priorato dei Santi Giacomo e Cristoforo.
Nel 1269 un gruppo di soldati piacentini provenienti da Gravago assaltò il castello e lo diede alle fiamme, devastando anche numerose abitazioni del villaggio e l'oratorio.
Negli anni seguenti i monaci, riutilizzando le pietre degli edifici distrutti, ricostruirono il borgo, ove realizzarono anche un nuovo più ampio tempio dedicato a san Giacomo, affiancato da un campanile.
In seguito all'abbandono del monastero avvenuto intorno alla metà del XV secolo, l'oratorio cadde in declino e nel 1579 fu chiuso al culto a causa delle pessime condizioni in cui versava.
Successivamente il seminario vescovile di Piacenza acquisì la proprietà dei beni del convento e nel 1673 l'antico tempio fu restaurato; nel corso dei lavori la torre campanaria, ormai pericolante, fu abbattuta; al termine delle opere l'oratorio fu riaperto al culto.
Nel XVIII secolo il piccolo tempio cadde nuovamente in profondo degrado e fu trasformato in abitazione contadina.
Tra il 1799 e il 1802 la famiglia Zanetti acquistò il borgo di Carpadasco e avviò i lavori di ristrutturazione degli edifici; l'oratorio fu profondamente modificato in stile neoclassico e nel 1809, al termine dei lavori, fu reintitolato alla natività di Maria Bambina e a santa Monica.
Agli inizi del XX secolo il piccolo villaggio, cinto da mura, fu alienato ai Todeschini, che lo rivendettero successivamente ai Baratto; l'abitato fu profondamente trasformato con la demolizione delle stalle e delle abitazioni contadine e la realizzazione di un'ampia piazza di fronte al luogo di culto.
Nei primissimi anni del XXI secolo i Borella acquistarono la corte dopo un periodo di abbandono e avviarono il restauro degli edifici e dell'oratorio.

## Descrizione
L'oratorio si sviluppa su un impianto a navata unica, con ingresso a ovest e presbiterio absidato a est.
La simmetrica facciata a capanna, interamente intonacata, è tripartita da quattro lesene, elevate su un alto basamento e coronate da capitelli dorici; al centro è collocato l'ampio portale d'ingresso, delimitato da una cornice; in sommità si apre un rosone, mentre a coronamento si staglia un frontone triangolare con cornice in aggetto, sormontato nel mezzo da una piccola guglia piramidale.
All'interno la navata, coperta da una volta a vela, è illuminata da due finestre a lunetta aperte ai lati; il presbiterio, lievemente sopraelevato, è preceduto dall'arco trionfale a tutto sesto, retto da paraste doriche; sul fondo l'abside è coronata dal catino a cassettoni dipinti.